# جامعة كايتانو هيريديا
جامعة كايتانو هيريديا (بالإسبانية: Universidad Peruana Cayetano Heredia ، UPCH ؛ أو ببساطة Cayetano Heredia) هي جامعة خاصة غير ربحية تقع في ليما، بيرو. تم تسميته تكريما لـ كايتانو هيريديا، أحد الأطباء البارزين في بيرو في القرن التاسع عشر. يشرف على الجامعة مجلس إدارة (الراعي) وليست مملوكة لأي كيان خاص أو حكومي. وتعتبر واحدة من أفضل كليات الطب في بيرو، إلى جانب كلية الطب «سان فرناندو» بجامعة سان ماركوس الوطنية، وهي حاليًا واحدة من المنتجين والناشرين الرئيسيين للبحث العلمي في البلاد

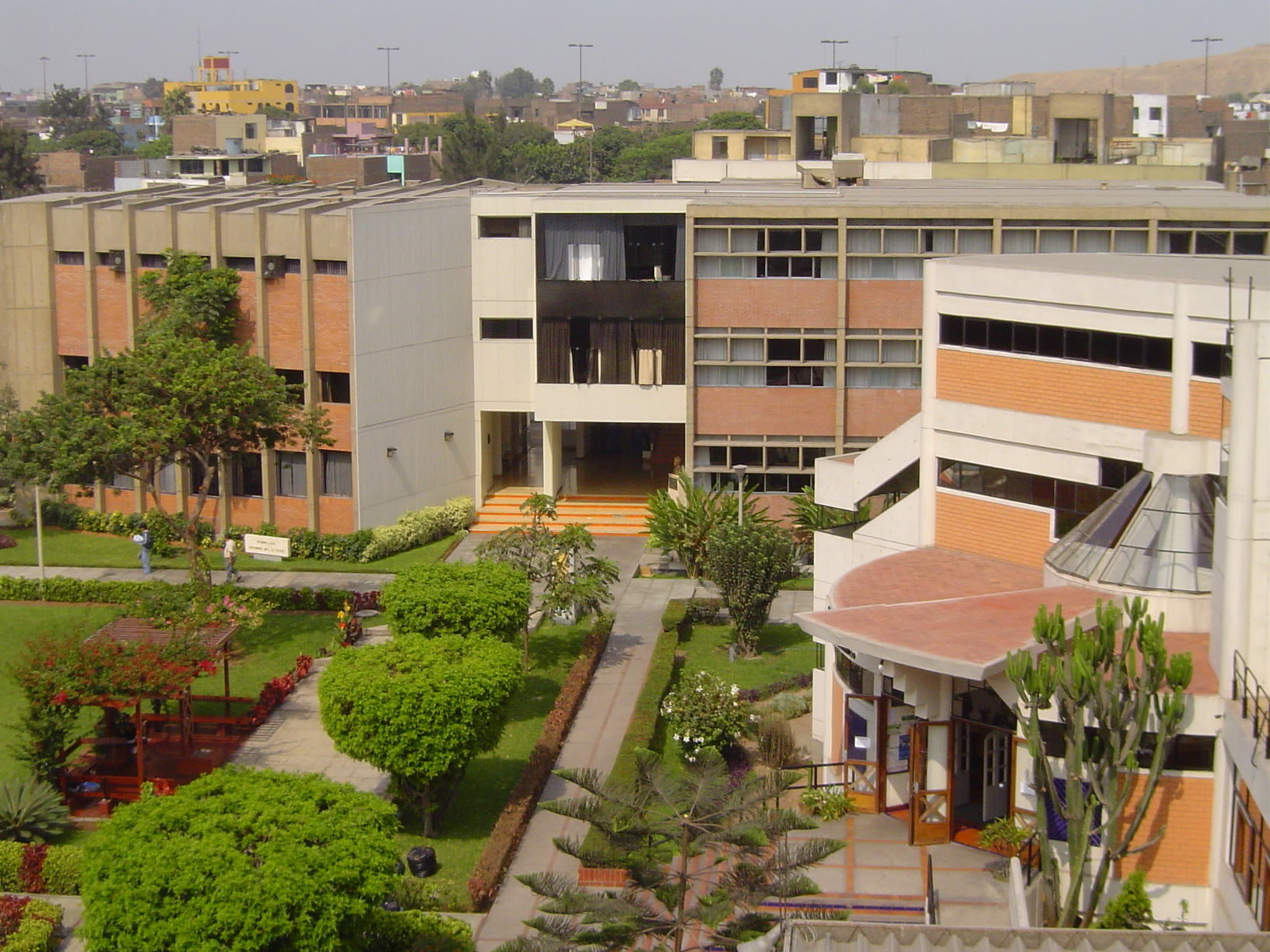
الحرم الجامعي

## التاريخ
تأسست الجامعة في عام 1961 من قبل مجموعة من الأساتذة والطلاب من كلية الطب في جامعة سان ماركوس الوطنية منذ أربعة قرون في ليما. أعربت هذه المجموعة من الطلاب والأساتذة عن معارضتهم الشديدة للتشريعات، المستوحاة من APRA ، وهو حزب سياسي مهتم بالسيطرة المطلقة على نظام الجامعة في البلاد. دعا التشريع إلى «الحكومة المشتركة» لجميع جامعات الدولة من قبل ما يسمى ب «طالب الثلث»، والذي من شأنه تسييس المشروع الأكاديمي. وقاد المجموعة المعارضة الطبيبين هونوريو ديلغادو و ألبرتو هورتادو، عميد كلية الطب في سان ماركوس. مع فشل حملتهم للحفاظ على الأكاديميين، لم يكن لدى أعضاء هيئة التدريس الذين يزيد عددهم عن 400 شخص خيار آخر سوى الاستقالة بشكل جماعي، ووجدوا كلية الطب الجديدة كمؤسسة أكاديمية خاصة غير ربحية. بدأت الطبقات الأولى في أبريل 1962. وقد اقترح البعض أن هذه الأحداث كانت موضوع «ترتيبات / اتفاقيات مسبقة» والتي، في السياق السياسي في ذلك الوقت، كانت مستحيلة عمليا. بعد 47 عامًا، تعد كايتانو هيريديا وسان ماركوس أعرق كليات الطب في بيرو.

## المنظمة

### إدارة المنظمة
رؤساء الجامعة منذ تأسيسها هم:
- د.هونوريو ديلغادو (1962–1967)
- د.ألبرتو هورتادو (1967–1969)
- د.كارلوس مونج (1970-1972)
- د. ألبرتو كازورلا (1976-1977، 1984-1989)
- د.هوميرو سيلفا (1977–1984)
- د.إنريكي فرنانديز (1973-1976)
- د.روجر جويرا جارسيا (1989-1994)
- د. كارلوس فيدال لايسيكا (1994-1999)
- د.أوزوالدو زيجارا (1999-2007)
- د. لويس فاريلا بينيدو (2017-)
- د. فابيولا ليون فيلاردي (2008-2017)

## الكليات
- كلية الطب
- كليةالعلوم والفلسفة
- كليةطب الأسنان
- كليةعلم النفس
- كليةالتمريض
- كليةالصحة العامة والإدارة الصحية
- كليةالطب البيطري وتربية الحيوانات
- كليةالتربية

## الاكاديمين
بعد فترة وجيزة من تأسيسها وخلال السنوات الأربعين التالية أصبحت جامعة كايتانو هيريديا مركزًا مهمًا للتعليم العالي والبحث العلمي في بيرو. ينسب UPCH إلى البحوث ذات الجودة العالمية في مجال العلوم الصحية في بيرو..
إنها مدرسة صغيرة نوعًا ما (أقل من 2000 طالب) تركز على تخصصات الطب وطب الأسنان والعلوم الطبيعية والصحة العامة والطب البيطري والتمريض وعلم النفس والتعليم. يمنح درجات البكالوريا وكذلك درجة الماجستير والدكتوراه في الكيمياء الحيوية والتكنولوجيا الحيوية والطب والبيولوجيا وماجستير في إدارة الصحة.

## البحث
وقد أقرت جامعة كايتانو هيريديا العديد من الاتفاقات والترتيبات التعاونية مع المؤسسات الرائدة من جميع انحاء العالم، بما فيها جامعة جونز هوبكنز، وجامعة واشنطن، وجامعة كاليفورنيا سان دييغو، وجامعة كاليفورنيا بيركلي، وجامعة ألاباما في برمنغهامUAB) 
ومدرسة لندن للطب الاستوائى والنظافة، معهد برينس ليوبولد للطب الاستوائي في بلجيكا، وجامعة بنسلفانيا. ومن بين المؤسسات البحثية العليا في مجال الطب الاستوائي في أميركا اللاتينية، التي تجري تحقيقات مستمرة في أمراض السل، وداء الليشمانيا، والملاريا، وفيروس نقص المناعة البشرية، سواء في موقعها في ليما أو في عدة مواقعميدانية مثل إيكيتوس، وكوزكو، ولا ميرسيد. المعهد معترف به دوليا في دورة الغورغاز في الطب الاستوائي السريري، مع جامعة الإمارات العربية المتحدة. يُعرف معهد الدراسات الاستقصائية (معهد أبحاث الارتفاعات العالية) بمساهمته في فهم فسيولوجيا المرتفعات والفيزيولوجيا المرضية للأمراض المرتفعة الحادة والمزمنة.

## الشعار
شعار كايتانو هيريديا هو درع أصفر عليه عبارة "Spiritus ubi vult spirat" على الجانبين. يوجد في المنتصف رود أسكليبيوس، الذي يمثل الطب والشفاء..

## أعضاء هيئة التدريس البارزين
•خوسيه لويس كالديرون
• إنريكي فرنانديز
•ديونيسيا جامبوا
•خافيير مارياتيغي
•أوريل غارسيا كاسيرين

## الخريجين البارزين
•كارلوس بوستامينت
•راميرو كاسترو دي لا ماتا
•ماريا فريري
•هومبيرتو غيرا أليسون
•توماس كيرشهاوزن
•خوان ميزتش
•ريناتو ألاركون
•إبراهيم فايسبرغ وولف
•اندريا شو